# Bogangin (Sumberejo)
Bogangin is een bestuurslaag in het regentschap Bojonegoro van de provincie Oost-Java, Indonesië. Bogangin telt 1162 inwoners (volkstelling 2010).